# Millwall versus West Ham
Millwall versus West Ham, também conhecido como "Dockers derby" (em português: Dérbi dos Estivadores), é um clássico de futebol da cidade de Londres, capital da Inglaterra, que envolve o Millwall Football Club e o West Ham United FC. É um duelo de grande rivalidade, que faz com que seus torcedores se indiquem mutuamente como seus maiores inimigos, pela proximidade entre os seus bairros e por muitos conflitos.

## História
A primeira partida aconteceu em 9 de dezembro de 1899 e teve como resultado a vitória do Millwall por 2 a 1.

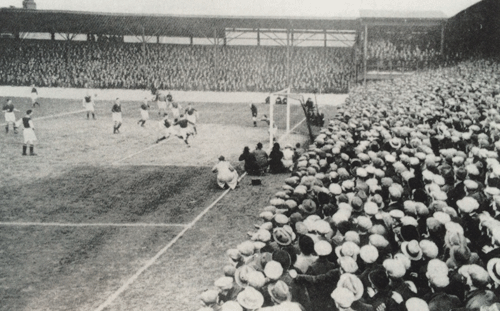
Millwall e West Ham United jogando em 1930 pela FA Cup no Boleyn Ground

A rivalidade entre West Ham e Millwall existe muito antes dos times de futebol serem fundados em uma guerra de bairros separados por dois rios, o Tâmisa e o Den. A fundação dos clubes só aumentou a rivalidade. 
Conhecido como o clássico mais violento da Inglaterra e talvez de todo Reino Unido, o “East London Derby” sempre foi marcado por batalhas campais dentro e fora de campo, mesmo há anos com  o Millwall tendo estado na terceira divisão do futebol inglês e já há algum tempo na segunda e o West Ham estar consolidado na Premier League, quando os dois se enfrentam é sempre isso que acontece. 
Os torcedores do Millwall chamam os torcedores do West Ham de “Hamsters” (trocadilho ao apelido do West Ham: “Hammers”). Já os do Millwall são conhecidos como "Lions", e apelidados de “Sweet Cats” pelos “Hammers”.
O recorde de público deste confronto aconteceu no empate por 0 a 0 em 27 de dezembro de 1938, quando 42.200 torcedores compareceram ao Boleyn Ground, enquanto o recorde no The Den é de 35.000 torcedores, tendo acontecido em 21 de outubro de 1933, em  empate por 2 a 2.

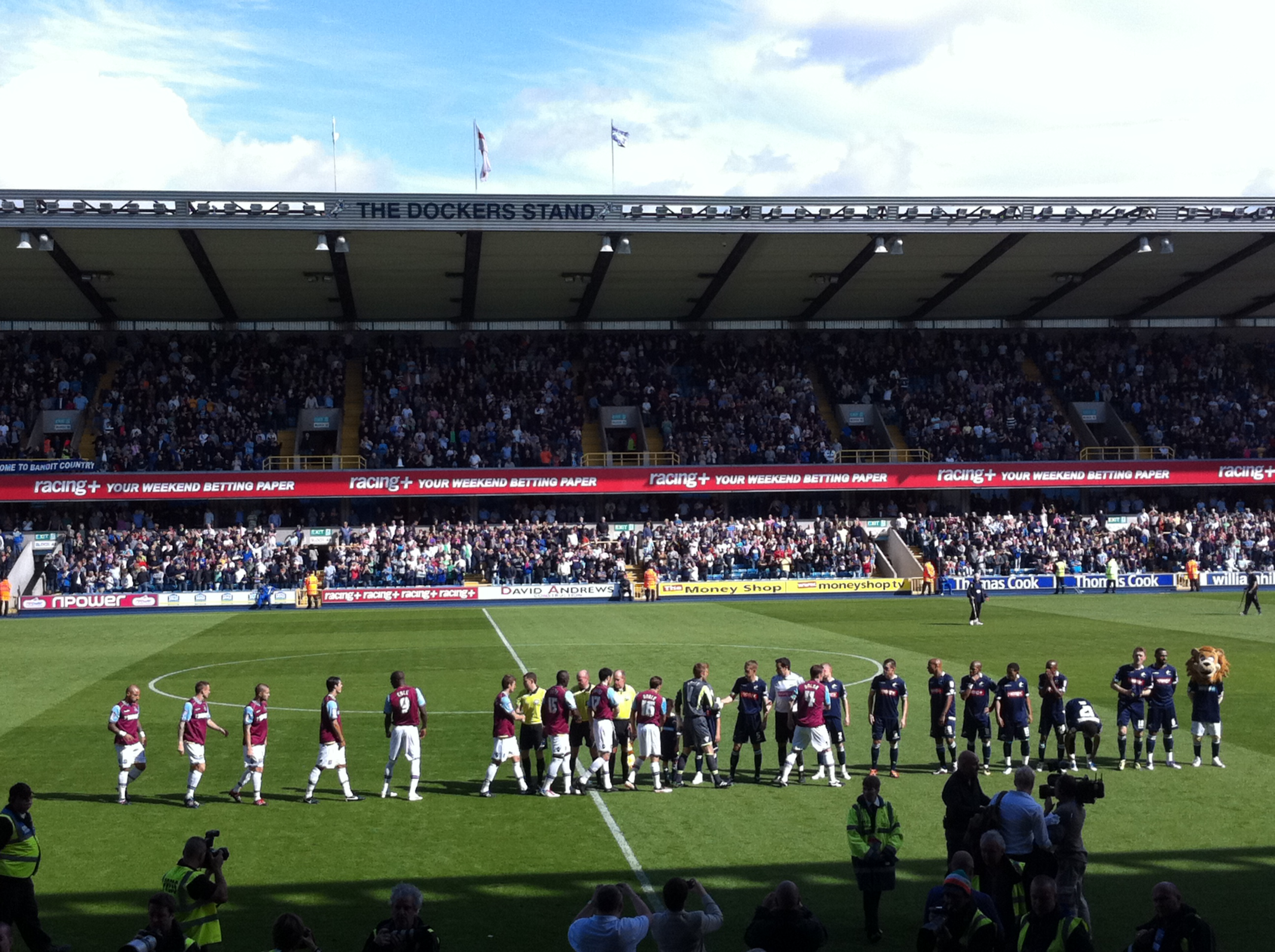
Jogadores de West Ham e do Millwall saudando o público no Boleyn Ground.

## Estatísticas
Até 4 de fevereiro de 2012.
| Competição                        | Jogos | Vitórias do Millwall | Empates | Vitórias do West Ham | Gols do Millwall | Gols do West Ham |
| --------------------------------- | ----- | -------------------- | ------- | -------------------- | ---------------- | ---------------- |
| Campeonato Inglês                 | 24    | 5                    | 11      | 8                    | 23               | 33               |
| FA Cup                            | 2     | 1                    | 0       | 1                    | 3                | 5                |
| Football League Cup               | 1     | 0                    | 0       | 1                    | 1                | 3                |
| Full Members' Cup                 | 1     | 1                    | 0       | 0                    | 2                | 1                |
| Southern Floodlight Cup           | 1     | 0                    | 0       | 1                    | 1                | 3                |
| Southern Football League          | 32    | 15                   | 8       | 9                    | 46               | 32               |
| Western Football League           | 14    | 8                    | 3       | 3                    | 23               | 13               |
| London League                     | 6     | 2                    | 2       | 2                    | 11               | 12               |
| London Challenge Cup              | 6     | 3                    | 0       | 3                    | 8                | 12               |
| Southern Professional Charity Cup | 2     | 1                    | 0       | 1                    | 8                | 3                |
| London PFA Charity Fund           | 10    | 2                    | 3       | 5                    | 15               | 23               |
| Totais                            | 99    | 38                   | 27      | 34                   | 141              | 140              |

## Títulos

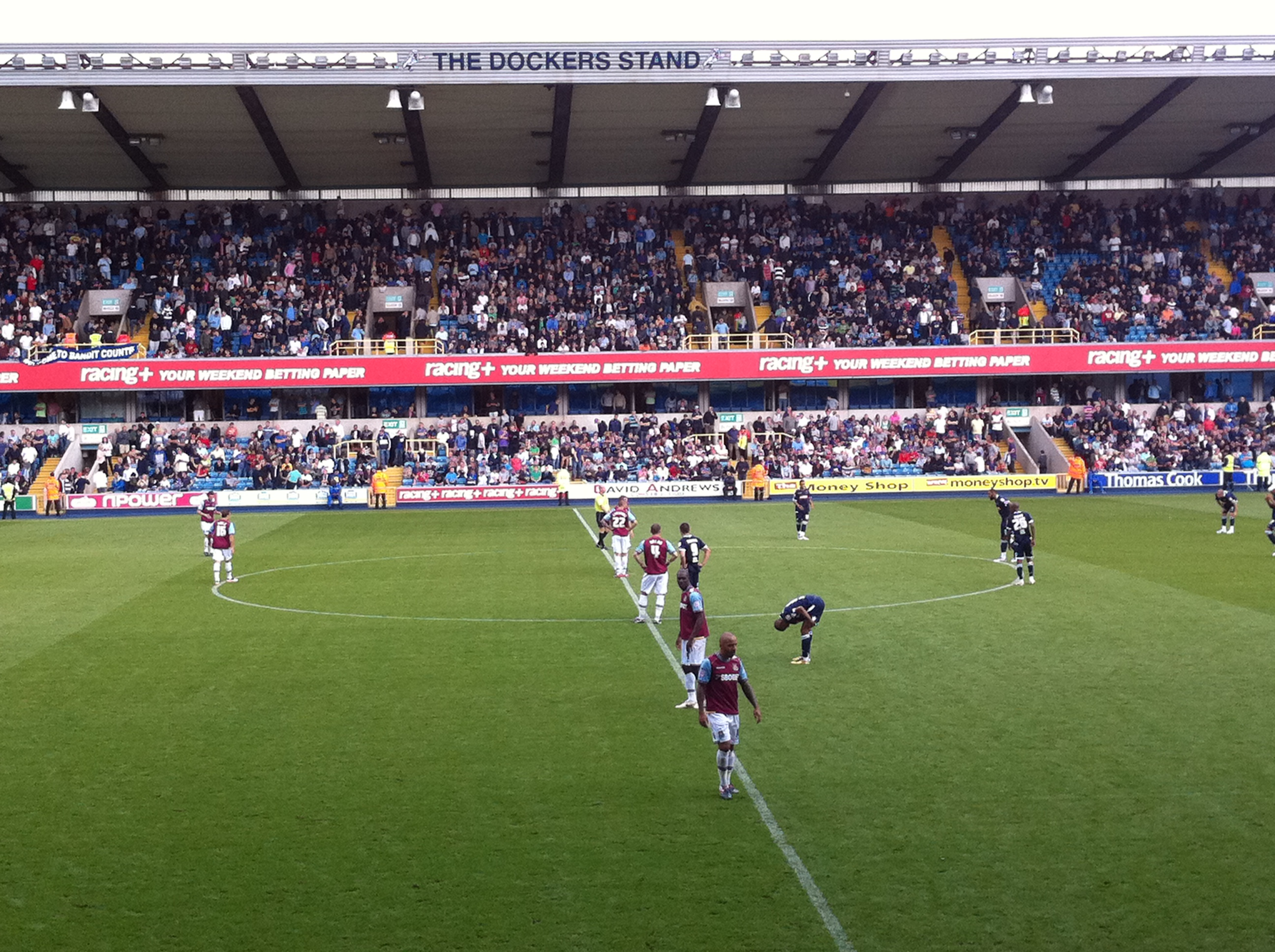
Rivais: Millwall e West Ham United jogando pela Football League Championship.

Listagem de competições oficiais, nos âmbitos nacional e internacional, e respectivo número de títulos conquistados por West Ham e Millwall.
| Competições Internacionais                             | West Ham United FC | Millwall Football Club |
| ------------------------------------------------------ | ------------------ | ---------------------- |
| Taça Intercontinental / Mundial de Clubes              | -                  | -                      |
| Taça dos Campeões Europeus / Liga dos Campeões da UEFA | -                  | -                      |
| Taça das Cidades com Feiras / Taça UEFA / Liga Europa  | -                  | -                      |
| Taça das Taças                                         | 1                  | -                      |
| Supertaça Europeia                                     | -                  | -                      |
| Taça Intertoto                                         | 1                  | -                      |
| Competições Nacionais                                  | West Ham United FC | Millwall Football Club |
| Campeonato da Inglaterra                               | -                  | -                      |
| Taça de Inglaterra                                     | 3                  | -                      |
| Taça da Liga Inglesa                                   | -                  | -                      |
| Supertaça de Inglaterra                                | 1                  | -                      |
| Campeonato da 2ª Divisão da Inglaterra                 | 2                  | 1                      |
| Campeonato da 3ª Divisão da Inglaterra                 | -                  | 1                      |
| Campeonato da 3ª Divisão da Inglaterra-Sul             | -                  | 2                      |
| Campeonato da 4ª Divisão da Inglaterra                 | -                  | 1                      |
| Taça da Liga Inglesa (II Guerra)                       | 1                  | -                      |
| Competições Regionais                                  | West Ham United FC | Millwall Football Club |
| Campeonato de Londres                                  | 2                  | 1                      |
| Total                                                  | 11                 | 6                      |